# Multituberculata
A Multituberculata egy rágcsálószerű emlőscsoport, amely körülbelül 120 millió éven át létezett a földtörténet leghosszabb emlős fejlődési vonalaként, de végül a késő paleocénben kezdődött hanyatlást követően az oligocén kor elején kipusztult. Legalább 200 faja ismert, az egér méretűektől a hód méretűekig. Ezek a fajok sokféle ökológiai fülkét töltöttek be az üreglakótól a mókusszerű erdőlakóig. A multituberculatákat rendszerint a ma élő emlősök két csoportján, a méhlepényeseket és erszényeseket tartalmazó Therián és a Monotremetán is kívül helyezik el, de egyes kladisztikus elemzések szerint az előbbi csoporthoz közelebb állnak, mint az utóbbihoz.

## Történet
A multituberculaták mintegy 120 millió éven át éltek, képviselőiket gyakran tekintik a legsikeresebb, legváltozatosabb és legtovább fennmaradt emlőseinek. A kora jura korban, esetleg a triász időszakban tűntek fel először, túlélték a kréta–tercier kihalási eseményt, majd a kora oligocén korban, körülbelül 35 millió évvel ezelőtt kihaltak. A csoport legkorábbi ismert faja a Rugosodon eurasiaticus, Kelet-Kína területén élt a jura időszakban, körülbelül 160 millió éve.

### Földrajzi elterjedés
A multituberculaták többnyire az északi kontinensekről (Laurázsiából) ismertek, de egyes leletek, melyek közül sok vitatott, a déli kontinensekről (Gondwanából) származnak. A Gondwanatheria csoport a mai Argentína, Antarktisz, Madagaszkár, India és feltehetően Tanzánia területéről ismert, de ez az elhelyezkedés viták tárgyát képezi. Két nem, a Hahnodon és a Denisodon a kora kréta kori Marokkóból vált ismertté, de lehetséges, hogy ezek inkább a haramiyidák közé tartoznak. Multituberculatákról számoltak be a Madagaszkár és Argentína késő kréta kori rétegeiből származó leletek között is, de ezekről nem készült részletes leírás. Egy ausztrál multituberculata, a Corriebaatar, csak egyetlen fog alapján ismert.
A késő kréta multituberculatái az északi félgömbön terjedtek el és váltak sokfélévé, a szokványos faunák emlősfajainak több mint felét tették ki. Bár több fejlődési vonaluk kihalt a kréta végi tömeges fajpusztulás során, a multituberculaták összességében nagyon sikeresen túlélték a K-T határt és a paleocén idejére elértek sokféleségük csúcsára. Szinte minden európai és észak-amerikai paleocén fauna, valamint több késő paleocén fauna fontos összetevői voltak. Ázsia paleocén és eocén multituberculatái mindazonáltal csak a helyi emlősfauna nagyon kis részét alkották, miután más kontinensekkel szemben ott nem sikerült kiheverniük a nagy kihalás hatásait.
A multituberculaták mérete a paleocén során volt a legváltozatosabb, az állatok nagysága az igen apró egér méretűtől a hód nagyságúig változott.

## Biológia

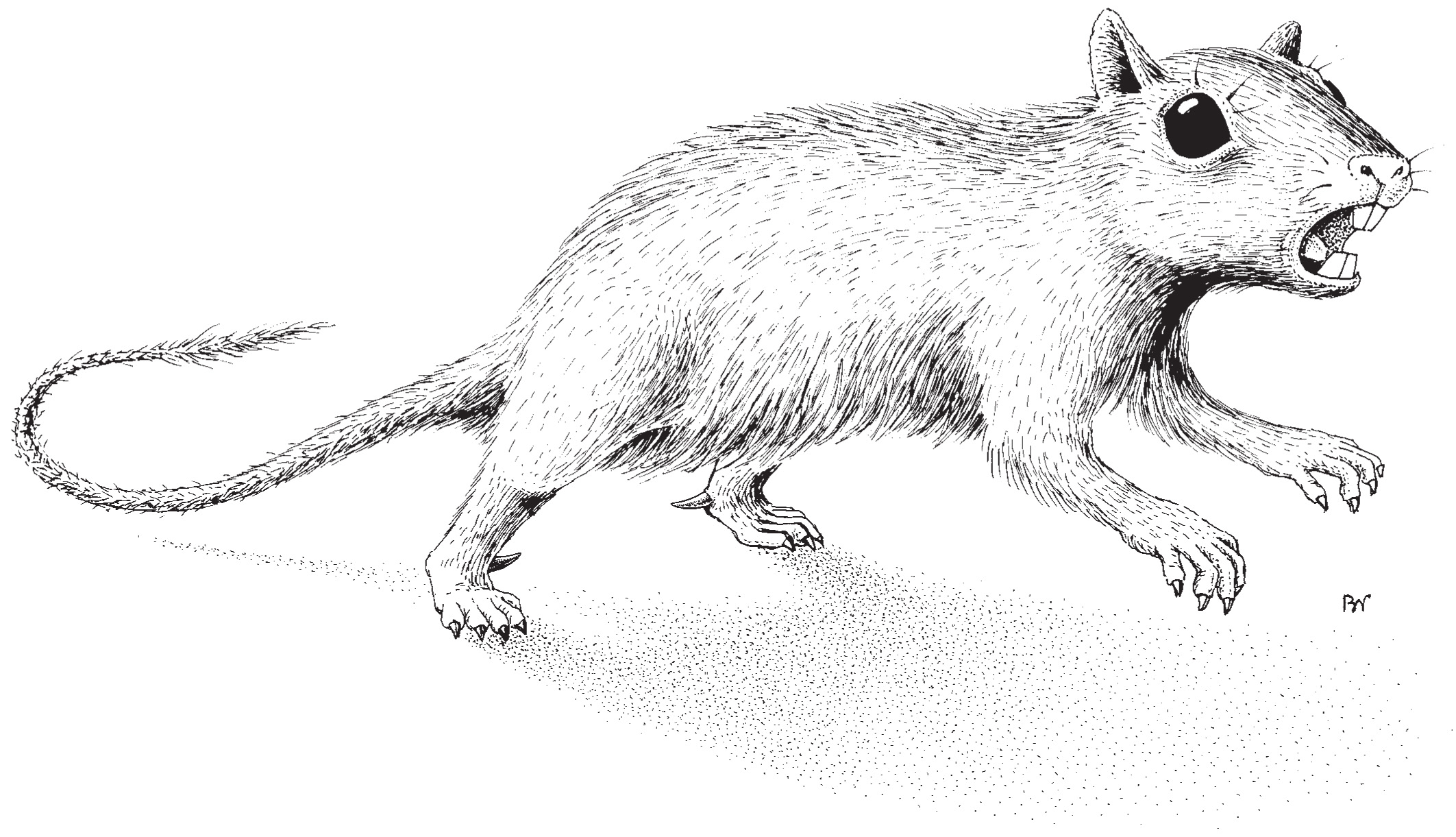
A Catopsbaatar rekonstrukciója

A multituberculaták a rágcsálókéhoz hasonló koponya- és fogjellemzőkkel rendelkeztek, pofafogaikat, a vésőszerű elülső fogaktól egy fogatlan rés (diasztéma) választotta el. Az egyes pofafogakon több sornyi hegy (avagy bütyök, latinul tubercula - amiről a csoport a nevét kapta) jelenik meg, melyekkel szemben az állkapocsban hasonlók helyezkedtek el. Ahogy modern rágcsálóké, ez a rágó apparátus is hatékony daraboló eszközként működött.

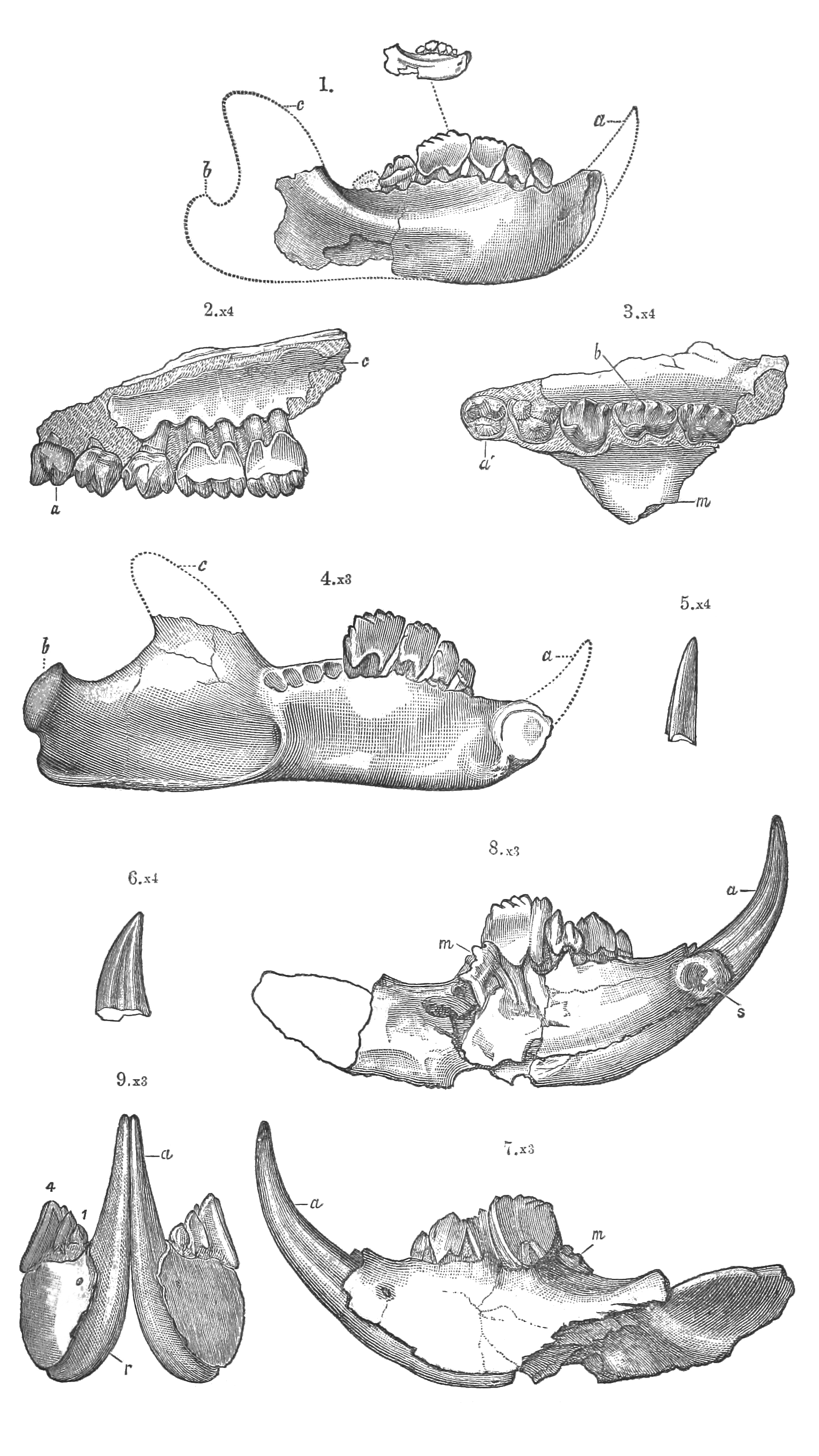
Jura időszaki allodontida multituberculaták alsó állkapcsai

A kréta és a paleocén során a multituberculaták evolúciós radiációja sokféle morfotípus, többek között a mókusszerű erdei ptilodontidák kialakulásához vezetett. Legszokatlanabb jellemzőjük az egyedi formájú utolsó alsó kisőrlőfoguk. Ezek a fogak nagyobbra és hosszabbra nőttek a többi pofafognál, okkluzív felületük pedig recés szeletelő élt formált. Ez az elképzelés szerint magvak és diók összezúzására szolgálhatott, a legtöbb apró multituberculata feltehetően rovarokkal, férgekkel és gyümölcsökkel egészítette ki az étrendjét.

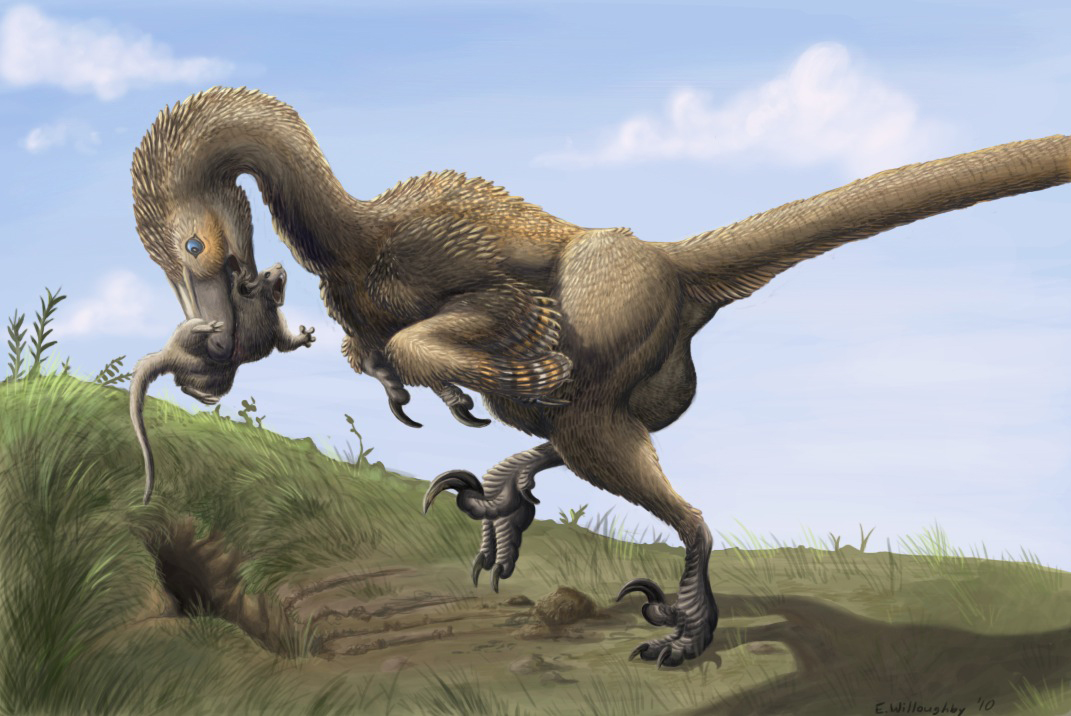
Egy üregből multituberculatát kiásó Saurornitholestes rekonstrukciója

A Ptilodus a ptilodontidák egyik észak-amerikai képviselője volt. A Wyoming állambeli Bighorn-medencében jó állapotban megőrződött Ptilodus példányoknak köszönhetően kiderült, hogy ezek a multituberculaták képesek voltak a nagy lábujjuk távolítására és közelítésére, így a lábuk mozgathatósága a fákról fejjel lefelé leereszkedő mókusokéhoz hasonló volt.
Európából egy másik, hasonlóan sikeres család, a Kogaionidae vált ismertté, melyre először a romániai Hátszeg területén találtak rá. Ennél a csoportnál is kifejlődött a pengeszerű alsó kisőrlőfog, a hasonlóság miatt pedig a legsikeresebbnek számító nemet, a Haininát eredetileg ptilodontidának vélték. A nem részletesebb elemzése során kiderült, hogy kevesebb fogheggyel rendelkezett, emellett megmaradt nála az ötödik kisőrlőfog is; a fejlett és a kezdetleges tulajdonságok ezen egyedi kombinációja pedig azt jelzi, hogy a Hainina olyan jura időszaki nemekkel áll rokonságban, amelyeknél az észak-amerikai nemektől független módon szintén megnagyobbodott pengeszerű kisőrlőfogak fejlődtek ki.
A multituberculaták egy további csoportja, a taeniolabidoideák nehezebb és jóval masszívabb felépítésű volt, tagjainak mérete pedig elérhette egy ma élő hódét; ami azt jelzi, hogy teljesen talajlakók voltak. Legnagyobb változatosságukat Ázsiában érték el a késő kréta kor során, ami arra utal, hogy onnan származnak.
A Multituberculata csoporton belül a medence felépítése arra utal, hogy ezek az állatok a modern erszényesekhez hasonlóan apró, magatehetetlen utódoknak adtak életet.
Körülbelül 80 multituberculata nem vált ismertté, köztük a Lambdopsalis, a Ptilodus és a Meniscoessus. A késő kréta korban, az északi félgömbön a jellegzetes szárazföldi emlősfajok több mint fele multituberculata volt.

## A Multituberculata csoportjai

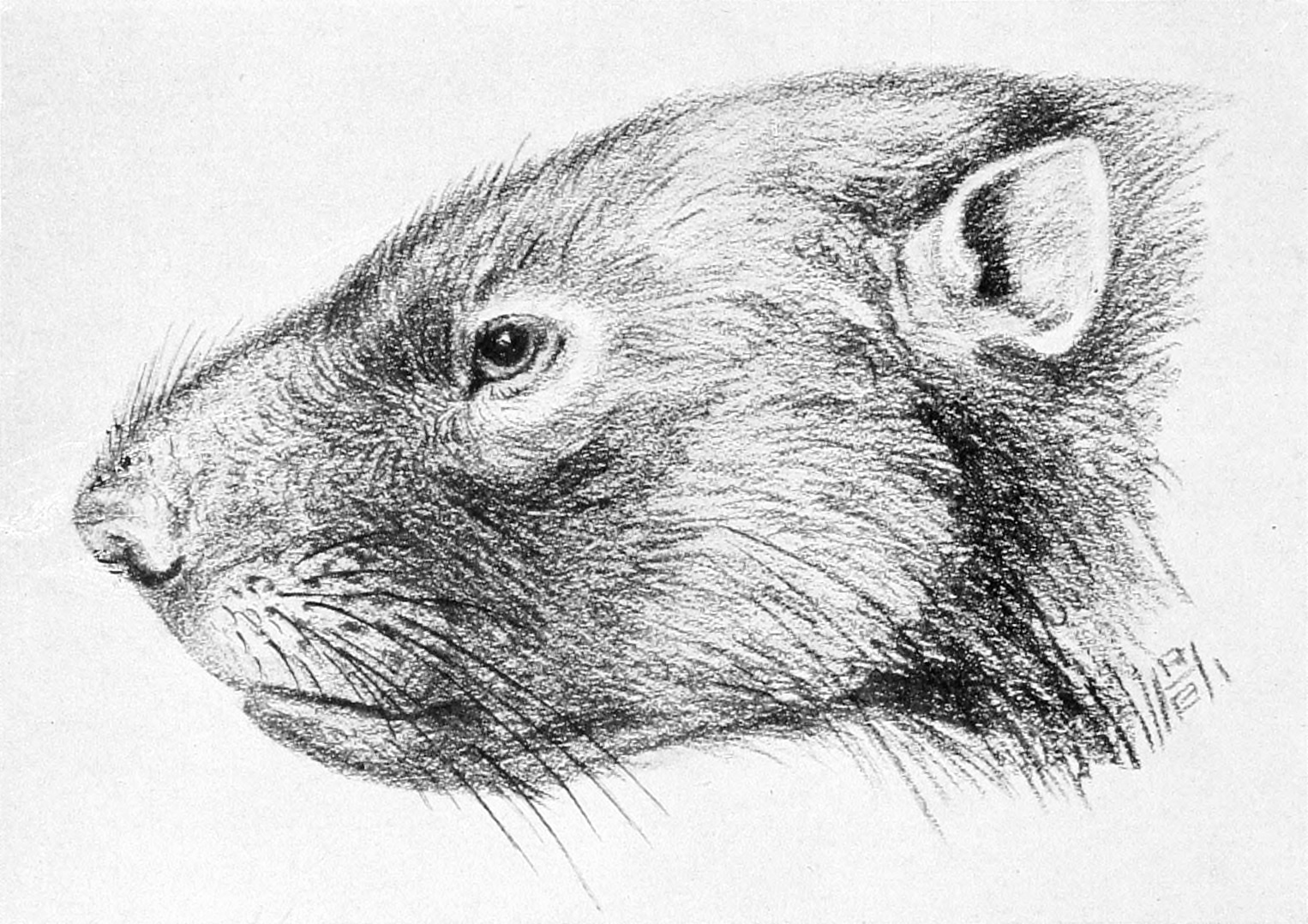
A Taeniolabis taoensis rekonstrukciója

Zofia Kielan-Jaworowska és Jørn H. Hurum 2001-es tanulmánya szerint a legtöbb multituberculata két csoportba a Plagiaulacida és a Cimolodonta alrendbe sorolható be. Kivételt képez az Arginbaatar nem, amely mindkét csoport jellemzőivel rendelkezik.
A „Plagiaulacida” parafiletikus csoportként egy jóval kezdetlegesebb evolúciós lépcsőfokot (grádot) képvisel. A tagjai a bazálisabb multituberculaták. Kronológiailag feltehetően (egy névtelen leletanyag révén) a középső jura kortól a kora krétáig terjednek. Ezt az alrendet három nem hivatalos csoportra osztották fel: az Allodontida, a Paulchoffatiida és a Plagiaulacida fejlődési vonalakra.
A Cimolodonta kétségtelenül természetes (monofiletikus) alrend. Ide tartoznak a fejlettebb multituberculaták, melyek a kora kréta és az eocén korok között éltek. Ebbe a csoportba tartozik a Djadochtatherioidea, a Taeniolabidoidea és a Ptilodontoidea öregcsalád, valamint a Paracimexomys csoport.
Emellett váltak ismertté a Cimolomyidae, a Boffiidae, az Eucosmodontidae, a Kogaionidae és a Microcosmodontidae családok, illetve az Uzbekbaatar és Viridomys nemek. E taxonok pontosabb elhelyezéséhez további felfedezésekre és elemzésekre van szükség.

## Kihalásuk
A multituberculaták kihalását sok évtizedes vita övezte.
Miután több mint 88 millió évig az emlősök uralkodó csoportját alkották, és a kora paleocénben sokféleségük csúcsára jutottak, az időszak későbbi részében fokozatosan hanyatlásnak indultak, majd az eocén végét még megérve az oligocén korai szakaszában eltűntek. Kihalásukat hagyományosan a rágcsálók felemelkedéséhez kötötték (valamint részben a hyopsodontidák, plesiadapiformák és más méhlepényesek elterjedéséhez), amelyek a feltételezés szerint versenyt támasztva kiszorították a multituberculatákat.
Ezt az elméletet azonban számos kutató támadta. Egyrészt mivel azon a feltevésen alapul, hogy ezek az emlősök alacsonyabb rendűek a később kifejlődötteknél, és figyelmen kívül hagyja, hogy legalább 15 millió éven át együtt éltek azokkal. Másrészt egyes tudósok szerint a „fokozatos” hanyatlás valójában több hirtelen kihalási eseményből állt, amelyek közül a legjelentősebb a paleocénben, mintegy 56,8 millió éve történt. Végül, a legkésőbbi ismert multituberculaták, mint például az Ectypodus, inkább generalistának tűnnek, azaz valószínűleg kevésbé voltak érzékenyek a más csoportok támasztotta versenyre. Mindezen hatások arra mutatnak, hogy a versengés miatti visszaszorulás helyett kihalásukat az okozta, hogy nem tudtak alkalmazkodni az éghajlat és a növényzet változásához, valamint a miacidákhoz hasonló eutheria ragadozók megjelenéséhez.
Újabb kutatások szerint mindkét hatás érvényesülhetett: az észak-amerikai és európai multituberculaták eltűnése valóban együttmozgást mutat a rágcsálók ottani elterjedésével. Ázsiában viszont a két csoport együtt létezett, ami arra utal, hogy ott az előbbiek kihalását nem az utóbbiak támasztotta verseny okozta. Összességében úgy tűnik, Ázsiában a multituberculaták sosem heverték ki a kréta végi nagy kihalást, és ez tette lehetővé a rágcsálók fejlődését és elterjedését.

## Taxonómia
†Multituberculata rend Cope, 1884
- †Plagiaulacida alrend Simpson 1925
  - Incertae sedis család
    - †Glirodon nem Engelmann & Callison, 2001

  - †Paulchoffatiidae család Hahn, 1969
    - †Paulchoffatiinae alcsalád Hahn, 1971
    - †Kuehneodontinae alcsalád Hahn, 1971

  - †Hahnodontidae család Sigogneau-Russell, 1991
  - †Pinheirodontidae család Hahn & Hahn, 1999
  - †Allodontidae család Marsh, 1889
  - †Zofiabaataridae család Bakker, 1992
  - †Plagiaulacidae család Gill, 1872
  - †Eobaataridae család Kielan-Jaworowska, Dashzeveg & Trofimov, 1987
  - †Albionbaataridae család Kielan-Jaworowska & Ensom, 1994
- Incertae sedis alrend
  - †Arginbaataridae család Hahn & Hahn, 1983
    - †Arginbaatar nem
- †Cimolodonta alrend  McKenna, 1975
  - Incertae sedis öregcsalád
    - Incertae sedis család
      -  ? †Ameribaatar nem Eaton & Cifelli, 2001
      - †Ptilodus nem Cope, 1881
      -  ? †Uzbekbaatar nem Kielan-Jaworowska & Nesov, 1992
      - Paracimexomys csoport Archibald, 1982

    - †Boffidae család Hahn & Hahn, 1983
    - †Cimolomyidae család Marsh, 1889 sensu Kielan-Jaworowska & Hurum, 2001

  - †Ptilodontoidea öregcsalád Cope, 1887 sensu McKenna & Bell, 1997 e Kielan-Jaworowska & Hurum, 2001
    - Incertae sedis család
      - Neoliotomus nem Jepsen, 1930

    - †Cimolodontidae család Marsh, 1889 sensu Kielan-Jaworowska & Hurum, 2001
    - †Neoplagiaulacidae család Ameghino, 1890 [Ptilodontidae: Neoplagiaulacinae Ameghino, 1890 sensu McKenna & Bell, 1997]
    - †Ptilodontidae család Cope, 1887 [Ptilodontidae: Ptilodontinae Cope, 1887 sensu McKenna & Bell, 1997]
    - †Eucosmodontidae család Jepsen, 1940 sensu Kielan-Jaworowska & Hurum, 2001 [Eucosmodontidae: Eucosmodontinae Jepsen, 1940 sensu McKenna & Bell, 1997]
    - †Microcosmodontidae család Holtzman & Wolberg, 1977 [Eucosmodontidae: Microcosmodontinae Holtzman & Wolberg, 1977 sensu McKenna & Bell, 1997]

  - †Djadochtatherioidea öregcsalád Kielan-Jaworowska & Hurum, 1997 sensu Kielan-Jaworowska & Hurum, 2001[Djadochtatheria Kielan-Jaworowska & Hurum, 1997]
    - Incertae sedis család
      -  ? †Bulganbaatar nem Kielan-Jaworowska, 1974
      -  ? †Chulsanbaatar nem Kielan-Jaworowska, 1974
      - †Nemegtbaatar nem Kielan-Jaworowska, 1974

    - †Sloanbaataridae család Kielan-Jaworowska, 1974
    - †Djadochtatheriidae család Kielan-Jaworowska $ Hurum, 1997

  - †Taeniolabidoidea öregcsalád Granger & Simpson, 1929 sensu Kielan-Jaworowska & Hurum, 2001
    - †Taeniolabididae család Granger & Simpson, 1929

## Fordítás
- Ez a szócikk részben vagy egészben  a(z)   [[:en:|]] című angol Wikipédia-szócikk ezen változatának fordításán alapul.  Az eredeti cikk szerkesztőit annak laptörténete sorolja fel. Ez a jelzés csupán a megfogalmazás eredetét és a szerzői jogokat jelzi, nem szolgál a cikkben szereplő információk forrásmegjelöléseként.